# Вожеровка
Вожеровка — река в России, протекает в Нейском районе Костромской области. Устье реки находится в 4 км по правому берегу реки Монза. Длина реки составляет 17 км.
Исток Вожеровки расположен северо-восточнее деревни Вожерово в 8 км к юго-западу от посёлка Монза. Течёт на юго-запад, потом поворачивает на юг, русло извилистое. На левом берегу — деревни Асташево, Максаково, Балахня. Впадает в Монзу у деревни Нововожеровка.

## Данные водного реестра
По данным государственного водного реестра России относится к Верхневолжскому бассейновому округу, водохозяйственный участок реки — Унжа от истока и до устья, речной подбассейн реки — Бассей притоков Волги ниже Рыбинского водохранилища до впадения Оки. Речной бассейн реки — (Верхняя) Волга до Куйбышевского водохранилища (без бассейна Оки).
Код объекта в государственном водном реестре — 08010300312110000016409.